# PKP-Baureihe Pt31
Die PKP-Baureihe Pt31 waren Schnellzug-Schlepptenderlokomotiven der Polnischen Staatsbahnen (PKP).

## Geschichte
Bei den PKP waren nach deren Gründung im Jahr 1918 über 160 verschiedene Lokomotivgattungen aus Deutschland, Österreich, Russland, Ungarn und den USA im Bestand. Vergleichbar der Entwicklung von Einheitslokomotiven in Deutschland wurden auch in Polen Spezifikationen für Einheitslokomotiven aufgestellt. Sie sahen ausschließlich Heißdampflokomotiven in Zweizylinderausführung mit einfacher Dampfdehnung vor. Nach diesen Normalien wurden die Pt31 für den schweren Schnellzugdienst entwickelt.
Gefertigt wurden in den Jahren 1932 bis 1939 von Fablok in Chrzanów insgesamt 98 Lokomotiven unter der Leitung von Kazimierz Zembrzuski, einem der damals führenden polnischen Lokkonstrukteure. 1939 wurden in den Bestandslisten der PKP 92 Exemplare der Reihe Pt31 geführt. Die übrigen sechs können exportiert oder verschrottet worden sein.
Nach der Besetzung Polens gingen 54 Pt31 in deutschen und 36 in sowjetischen Besitz über. Zwei Lokomotiven tauchten in Rumänien auf. In Chrzanów wurden 1940 noch weitere zwölf Pt31 im Auftrag der Deutschen Reichsbahn gebaut. Diese zwölf Maschinen wurden von der Deutschen Reichsbahn zunächst als Baureihe 39.10p geführt, bereits im Oktober 1941 aber in 19 155 bis 166 umgezeichnet. Im Umzeichnungsplan von 1942 wurde die Stammnummer 19.1 für die Pt31 festgelegt und die älteren Lokomotiven folgerichtig als 19 101 bis 154 eingereiht. Dazu kamen nach dem Beginn des Russlandfeldzuges aus sowjetischen Beständen 14 weitere Pt31 als 19 167 bis 180 in die Bestände der Deutschen Reichsbahn.
Die der deutschen Reichsbahn eingegliederten Maschinen waren während des Zweiten Weltkrieges zu einem großen Teil in Österreich eingesetzt. Die neuen Stromlinienlokomotiven der Baureihe 03.10 erwiesen sich als für die anspruchsvoll trassierte Westbahn zwischen Wien und Salzburg bzw. Passau nicht geeignet. Auf Betreiben des beim Reichsbahn-Zentralamt (RZA) in Berlin für die Klassifizierung der „Fremdlokomotiven“ zuständigen Leopold Prinz zu Schaumburg-Lippe wurden die 03.10 durch die Pt31 ersetzt. Sie konnten dort ihre Leistungsstärke unter Beweis stellen und erfreuten sich bei den österreichischen Lokpersonalen einer größeren Beliebtheit als die eigentlich moderneren Stromlinienlokomotiven.
Nach dem Zweiten Weltkrieg waren die Pt31 über ganz Mitteleuropa verstreut. In Westdeutschland verblieben sieben Lokomotiven, die bis 1950 zu den Bw Treuchtlingen und Hof gehörten. Aus der DDR kehrten 1955 13 Maschinen nach Polen zurück. Weitere 16 Lokomotiven kehrten aus Ungarn und der Tschechoslowakei zurück. Von den in Österreich eingesetzten 19.1 wurden die meisten nach dem Krieg als Fremdlokomotiven von den Sowjets beschlagnahmt und gelangten letztendlich nach Polen zurück. Lediglich drei Exemplare des Baujahres 1940 blieben als Baureihe 919 bei der ÖBB, nämlich die 919.158, 165 und 166. Die drei Lokomotiven standen auf der Westbahn sowie später auf der Südbahn zwischen Wien und Gloggnitz im Einsatz. Nach deren Elektrifizierung wurden die Maschinen per Beschluss vom 5. Juli 1961 kassiert und verschrottet.
Vier Lokomotiven wurden von den Tschechoslowakischen Staatsbahnen (ČSD) als Baureihe 488.05 übernommen.
Heute ist zum einen im Museums-Bahnbetriebswerk Chabówka die Pt31-64 (Eigentum Eisenbahnmuseum Warschau) als vorletzte im Februar 1978 ausgemusterte Lokomotive zu sehen; zum anderen existiert die Pt31-49 als zuletzt ausgemustertes Exemplar ihrer Baureihe (z-Stellung Febr. 1980) in leider sehr beklagenswertem Zustand im Eisenbahnmuseum Jaworzyna Śląska (ehem. Königszelt).
Im Jahre 1989 wurde die Pt47-138 von der Brenner & Brenner Dampflokomotiven-Betriebsgesellschaft in Polen gekauft und nach Österreich überführt. Sie wurde aufgearbeitet, dabei dem äußeren Erscheinungsbild der Pt31 angepasst und bespannt nun Sonderzüge unter der Bezeichnung 919.138.